# Indigofera santosii
Indigofera santosii är en ärtväxtart som beskrevs av Antonio Rocha da Torre. Indigofera santosii ingår i släktet indigosläktet, och familjen ärtväxter. Inga underarter finns listade i Catalogue of Life.